# Anette Eva Fasang
Anette Eva Fasang (geboren 1980) ist eine deutsche Soziologin und Professorin für Mikrosoziologie an der Humboldt-Universität zu Berlin.

## Leben

### Ausbildung
Ab 1999 studierte Fasang an der Ludwig-Maximilians-Universität München Soziologie und schloss 2004 mit dem Magister Artium ab. 2005 ging sie als Trainee nach Budapest zur nationalen ungarischen UNESCO-Kommission. Von 2005 bis 2009 war sie Doktorandin an der privaten Jacobs University Bremen und wurde dabei von Klaus Schömann, Karl Ulrich Mayer, Silke Aisenbrey und Hilke Brockmann betreut. 2009 erwarb sie den Doktorgrad in Soziologie mit Auszeichnung an der Bremen International Graduate School of Social Sciences (BIGSSS). Ihre Dissertation hat den Titel „Retirement Processes and Family Biographies“.

### Wissenschaftliche Karriere
Noch während ihrer Doktorarbeit engagierte sich Fasang am Center for Research on Inequalities and the Life Course (CIQLE) an der Yale University in New Haven, zunächst zwischen 2006 und 2007 als wissenschaftliche Mitarbeiterin, dann 2008 bis 2011 als Postdoktorandin. Parallel dazu war sie 2010 bis 2011 als Gastwissenschaftlerin am Institute for Social and Economic Research and Policy (ISERP) der Columbia University in New York City tätig.
2011 wurde Fasang an die Humboldt-Universität zu Berlin berufen, zunächst als Juniorprofessorin für Demografie. Seit 2014 ist sie dort Professorin für Mikrosoziologie. 2023 wurde sie zur Direktorin des Instituts für Sozialwissenschaften ernannt.
Laufend nahm Fasang weitere Positionen als Gastwissenschaftlerin an: so 2012 an der New York University in Abu Dhabi (NYUAD) in den Vereinigten Arabischen Emiraten, 2013 am Max-Planck-Institut für Demografische Forschung (MPIDR) in Rostock, 2015 am Ungarischen Demografischen Forschungsinstitut in Budapest. 2017 erhielt sie ein Stipendium am Nuffield College der University of Oxford.
Seit 2018 ist sie Direktorin der Berlin Graduate School of Social Sciences (BGSS). 2019 war sie Gast an der Stockholm Demography Unit (SUDA) und dem Schwedischen Institut für Sozialforschung der Universität Stockholm in Schweden.
Sie ist wissenschaftliches Mitglied des Deutschen Zentrums für Altersfragen e. V. (DZA).

### Forschungsschwerpunkte
Fasangs Forschungsschwerpunkte sind Lebensverlaufsforschung, Familienforschung, Altern und Ruhestand, Demografie, Sozialstruktur und Quantitative Sozialforschung.
Im Bereich der Quantitativen Sozialforschung stützt sich Fasang auf die Sequenzanalyse und entwickelte sie in Hinblick auf ihre Forschungsthemen weiter. Bei der Sequenzanalyse handelt es sich um eine Methode der qualitativen Sozialforschung, die auf der Grundlage einer Vielzahl von nach Perioden geordneter Parametern, welche aus Interviews oder Aufzeichnungen gewonnen werden, eine wirklichkeitsnahe Theoriebildung komplexer dynamischer Phänomene ermöglicht. Fasang arbeitet dabei an der Veranschaulichung der statistisch komplexen Auswertungen.
In Bezug auf das Thema Altern und Ruhestand fokussierte Fasang vor allem auf die Einkommensentwicklung unter länder- und geschlechtsspezifischem Blickwinkel.
Bei der Lebenslaufforschung interessierten Fasang bisher die Gründe für Mobilität, die Auswirkungen von Globalisierung und Branchenverschiebungen auf Berufskarrieren und soziale Abgrenzung und Bildungsniveau. Auch für das Glücksgefühl von Berufstätigen versucht Fasang Begründungen zu finden. Sie verfolgt Lebensläufe und messbare Veränderungen im 20. Jahrhundert und verschiedenen europäischen Ländern.
In der Familienforschung beschäftigte sich Fasang damit, wie Familien zustande kommen, ob bei Geschwistern ähnliche Muster der Familienbildung erkennbar sind und ob es je nach Geschlecht, Gesellschaftsschicht und Bildungsstand Unterschiede gibt. Vergleichend arbeitete Fasang Unterschiede zwischen Ost- und Westdeutschland bzw. den Vereinigten Staaten von Amerika und Deutschland heraus. Sie untersuchte das Phänomen zunehmender Kinderlosigkeit und beschäftigte sich mit den Wechselwirkungen von sozialem Standort, Geschlecht und Migration in Bezug auf Arbeits- und Familienleben.

### Forschungsprojekte
Von 2011 bis 2020 war Fasang – parallel zu ihrer Professur an der Humboldt-Universität – Leiterin der Forschungsgruppe Demography and Inequality (Demografie und Ungleichheit) am Wissenschaftszentrum Berlin für Sozialforschung (WZB). Das Forschungsprojekt wurde 2020 abgeschlossen.
Aktuell beteiligt sich Fasang an einer Reihe weiterer Forschungsprojekte.
So arbeitet sie mit Bastian Betthäuser und Erzsébet Bukodi vom Department of Social Policy and Intervention (Institut für Sozialpolitik und Intervention) der University of Oxford an dem Forschungsprojekt "Atypical employment and the Intergenerational Transmission of disadvantage: Britain and Germany in Comparative Perspective (Atypische Beschäftigung und die intergenerationale Übertragung von Benachteiligungen: Großbritannien und Deutschland in vergleichender Perspektive)". Dabei werden befristete Arbeitsverhältnisse, Teilzeit, schlecht bezahlte Arbeit und Schichtarbeit in ihren generationenübergreifenden Auswirkungen analysiert.
Im Rahmen von SCRIPTS, einer Forschungsorganisation der Deutsche Forschungsgemeinschaft (DFG), leitet Fasang die Forschungsprojekte „Contestations of the Liberal Script (Anfechtungen des liberalen Drehbuchs) - Weltweite Herausforderungen für liberale Demokratie und Marktwirtschaft als Ordnungsmodell“ und „High hopes and broken promises: Young adult life courses in Senegal (Große Hoffnungen und gebrochene Versprechen: Lebenskurse für junge Erwachsene im Senegal)“.
Fasang beteiligt sich auch an dem Forschungsprojekt Equal Lives, das als eines von dreizehn internationalen Forscherteams von dem New Opportunities for Research Funding Agency Cooperation in Europe (NORFACE) der Europäischen Union ins Leben gerufen wurde. Das Team setzt sich aus Forschern der Universitäten Bristol und Essex (Vereinigtes Königreich), der Universität Turku (Finnland), der Humboldt-Universität Berlin (Deutschland), der Universität Kopenhagen (Dänemark) und der Universität Amsterdam (Niederlande) zusammen. Thema sind Untersuchungen zu „Dynamics of Inequality Across the Life-course“ (DIAL) oder "Dynamik der Ungleichheit entlang des Lebensverlaufes". Fasang leitet dabei das Teilprojekt "Inequality, early adult life courses and economic outcomes at mid-life in comparative context (Ungleichheit, Lebensverläufe im frühen Erwachsenenalter und wirtschaftliche Ergebnisse in der Lebensmitte im vergleichenden Kontext)".
In dem Forschungsprojekt "Haushaltsstrukturen und ökonomische Risiken während der COVID-19-Pandemie in Ost- und Westdeutschland: Kompensation oder Akkumulation (KOMPAKK)?" der Humboldt-Universität klären Annette Eva Fasang, Emanuela Struffolino und Hannah Zagel die Frage nach Gewinnern und Verlierern der Covid-19-Pandemie.

### Privates
Fasang hat ein Kind, das 2016 geboren ist.

## Auszeichnungen
- 2018: Zusammen mit Silke Aisenbrey erhielt Fasang den Kanter Award für den 2017 erschienenen Artikel The interplay of work and family trajectories over the life course: Germany and the United States in comparison (Das Zusammenspiel von Arbeit und Familie im Lebensverlauf: Deutschland und die Vereinigten Staaten im Vergleich).[18][19] Der Kanter Award wird jährlich an Wissenschaftler vergeben, die eine herausragende wissenschaftliche Arbeit zum Themenkomplex Arbeit und Familie veröffentlicht haben.[20]

- 2022: zeichnete die Universität Turku Anette Fasang mit der Ehrendoktorwürde aus.[21]
- 2023: gewinnen Anette Fasang und Silke Aisenbrey 2023 den Rosabeth Moss Kanter Award for Excellence in Work-Family Research.[22]

## Veröffentlichungen (Auswahl)
Dies ist eine Auswahl von Monografien und Artikeln. Aus ungefähr 80 Artikel werden hier diejenigen aufgelistet, die am meisten von anderen Wissenschaftlern zitiert wurden:
Quantitative Sozialforschung
- mit Silke Aisenbrey: Beyond optimal matching: The „second wave“ of sequence analysis (Jenseits des optimalen Abgleichs: Die „zweite Welle“ der Sequenzanalyse). New Haven: Center for Research on Inequalities and the Life Course, Yale University, 2007 (englisch).

- mit Tim Futing Liao: Visualizing sequences in the social sciences: Relative frequency sequence plots (Visualisierung von Sequenzen in den Sozialwissenschaften: Sequenzdiagramme zur relativen Häufigkeit). In: Sociological Methods & Research. Band 43, Nr. 4. Sage Publications, November 2014, S. 643–676 (englisch).
- New perspectives on family formation: What can we learn from sequence analysis? (Neue Perspektiven für die Familienbildung: Was können wir aus der Sequenzanalyse lernen?). In: Philippe Blanchard, Felix Bühlmann und Jacques-Antoine Gauthier (Hrsg.): Advances in Sequence Analysis: Theory, Method, Applications. Springer, Cham 2014, ISBN 978-3-319-04968-7, S. 107–128 (englisch).
- mit Matthias Studer und Emanuela Struffolino: Estimating the relationship between time-varying covariates and trajectories: The sequence analysis multistate model procedure (Schätzung der Beziehung zwischen zeitlich veränderlichen Kovariaten und Trajektorien: Das Multistate-Modellverfahren der Sequenzanalyse). In: Sociological Methodology. Band 48, Nr. 1. Sage Publications, August 2018, S. 103–135 (englisch).

Altern und Ruhestand
- Family biographies and retirement processes. A comparative analysis of West Germany and the United Kingdom (Familienbiographien und Ruhestandsprozesse. Eine vergleichende Analyse von Westdeutschland und dem Vereinigten Königreich). Dissertation. IRC-Library, Information Resource Center der Jacobs University Bremen, Bremen 2009, urn:nbn:de:101:1-201305237128 (englisch).
- Retirement: Institutional pathways and individual trajectories in Britain and Germany (Ruhestand: Institutionelle Pfade und individuelle Verläufe in Großbritannien und Deutschland). In: Sociological research online. Band 15, Nr. 2. Sage Publications, Mai 2010, S. 1–16 (englisch).
- Retirement patterns and income inequality (Ruhestandsmuster und Einkommensungleichheit). In: Social Forces. Band 90, Nr. 3. Oxford University Press, 1. März 2012, S. 685–711 (englisch).
- mit Silke Aisenbrey und Klaus Schömann: Women’s retirement income in Germany and Britain (Das Renteneinkommen von Frauen in Deutschland und Großbritannien). In: European sociological review. Band 29, Nr. 5. Oxford University Press, 1. Oktober 2013, S. 968–980 (englisch).
- mit Ignacio Madero-Cabib: Gendered work–family life courses and financial well-being in retirement (Geschlechtsspezifische Arbeits-Familien-Lebensläufe und finanzieller Wohlstand im Ruhestand). In: Advances in Life Course Research. Band 27. Elsevier, 1. März 2016, S. 43–60 (englisch).

Lebenslaufforschung und Demografie
- mit T. Vandenbrande, L. Coppin, P. van der Hallen, P. Ester, D.J.A.G. Fouarge, S. Geerdes, K. Schomann: Mobility in Europe. Analysis of the 2005 Eurobarometer survey on geographical and labour market mobility (Mobilität in Europa. Analyse der Eurobarometer-Umfrage 2005 zur geografischen und arbeitsmarktbezogenen Mobilität). Office for Official Publications of the European Communities, 2006, ISBN 92-897-0955-3 (englisch).
- mit Torsten Biemann und Daniela Grunow: Do economic globalization and industry growth destabilize careers? An analysis of career complexity and career patterns over time (Destabilisieren wirtschaftliche Globalisierung und industrielles Wachstum Karrieren? Eine Analyse der Komplexität von Karrieren und Karrieremustern im Zeitverlauf). In: Organization Studies. Band 32, Nr. 12, Dezember 2011, S. 1639–1663 (englisch).
- mit Sara Geerdes und Klaus Schömann: Which type of job mobility makes people happy? A comparative analysis of European welfare regimes (Welche Art von beruflicher Mobilität macht die Menschen glücklich? Eine vergleichende Analyse der europäischen Wohlfahrtsregime). In: International Sociology. Band 27, Nr. 3. Sage Publications, Mai 2012, S. 349–383 (englisch).
- mit William Mangino und Hannah Brückner: Social closure and educational attainment (Soziale Abgrenzung und Bildungsniveau). In: Sociological Forum. Band 29, Nr. 1, März 2014, S. 137–164 (englisch).
- mit Zachary Van Winkle: Complexity in employment life courses in Europe in the twentieth century - Large cross-national differences but little change across birth cohorts (Komplexität der Erwerbsverläufe in Europa des zwanzigsten Jahrhunderts - große Unterschiede zwischen den Ländern, aber wenig Veränderung zwischen den Geburtskohorten). In: Social Forces. Band 96, Nr. 1. Oxford University Press, 9. Januar 2017, S. 1–30 (englisch).
- mit Zachary Van Winkle: The complexity of employment and family life courses across 20th century Europe: More evidence for larger cross-national differences but little change across 1916‒1966 birth cohorts (Die Komplexität der Erwerbs- und Familienlebensverläufe im Europa des 20. Jahrhunderts: Mehr Belege für größere länderübergreifende Unterschiede, aber kaum Veränderungen zwischen den Geburtskohorten 1916-1966). In: Demographic Research. Band 44, 9. April 2021, S. 775–810 (demographic-research.org [PDF]).

Familienforschung
- mit Marcel Raab: Beyond transmission: Intergenerational patterns of family formation among middle-class American families (Mehr als nur Übertragung: Generationsübergreifende Muster der Familienbildung in amerikanischen Familien der Mittelschicht). In: Demography. Band 51, Nr. 5, 1. Oktober 2014, S. 1703–1728 (englisch).
- mit Marcel Raab, Aleksi Karhula und Jani Erola: Sibling similarity in family formation (Ähnlichkeit der Familienbildung bei Geschwistern). In: Demography. Band 51, Nr. 6. Duke University Press, 1. Dezember 2014, S. 2127–2154 (englisch).
- mit Marika Jalovaara: Are there gender differences in family trajectories by education in Finland? (Gibt es in Finnland geschlechtsspezifische Unterschiede in den Familienverläufen nach Bildungsstand?). In: Demographic research. Band 33. Max Planck Institute for Demographic Research, 1. Juli 2015, S. 1241–1256 (englisch).
- Intergenerationale Fertilitätstransmission in Ost- und Westdeutschland. In: Kölner Zeitschrift für Soziologie und Sozialpsychologie. Band 55. Springer, 2015, S. 11–40.
- mit Emanuela Struffolino und Matthias Studer: Gender, education, and family life courses in East and West Germany: Insights from new sequence analysis techniques (Geschlecht, Bildung und familiäre Lebensläufe in Ost- und Westdeutschland: Einblicke mit neuen Sequenzanalysetechniken). In: Advances in Life Course Research. Band 29. Elsevier, 1. September 2016, S. 66–79 (englisch).
- mit Marika Jalovaara: From never partnered to serial cohabitors: Union trajectories to childlessness (Von Partnerlosigkeit zu seriellen Lebensgemeinschaften: Der Weg der Vereinigung zur Kinderlosigkeit). In: Demographic Research. Band 36. Max Planck Institute for Demographic Research, 1. Januar 2017, S. 1703–1720 (englisch).
- mit Silke Aisenbrey: The interplay of work and family trajectories over the life course: Germany and the United States in comparison (Das Zusammenspiel von Arbeit und Familie im Lebensverlauf: Deutschland und die Vereinigten Staaten im Vergleich). In: American Journal of Sociology. Band 122, Nr. 5, 1. März 2017, S. 1448–1484 (englisch).
- mit Silke Aisenbrey: Social location matters. Inequality in work and family life courses at the intersection of gender and race (Der soziale Standort ist wichtig. Ungleichheit im Arbeits- und Familienleben an der Schnittstelle von Geschlecht und Rasse). WZB Wissenschaftszentrum Berlin für Sozialforschung, Berlin 2018, DNB 1156756324.